# Guayaquila attenuata
Guayaquila attenuata är en insektsart som beskrevs av Dietrich. Guayaquila attenuata ingår i släktet Guayaquila och familjen hornstritar. Inga underarter finns listade i Catalogue of Life.